# 孔文特湖

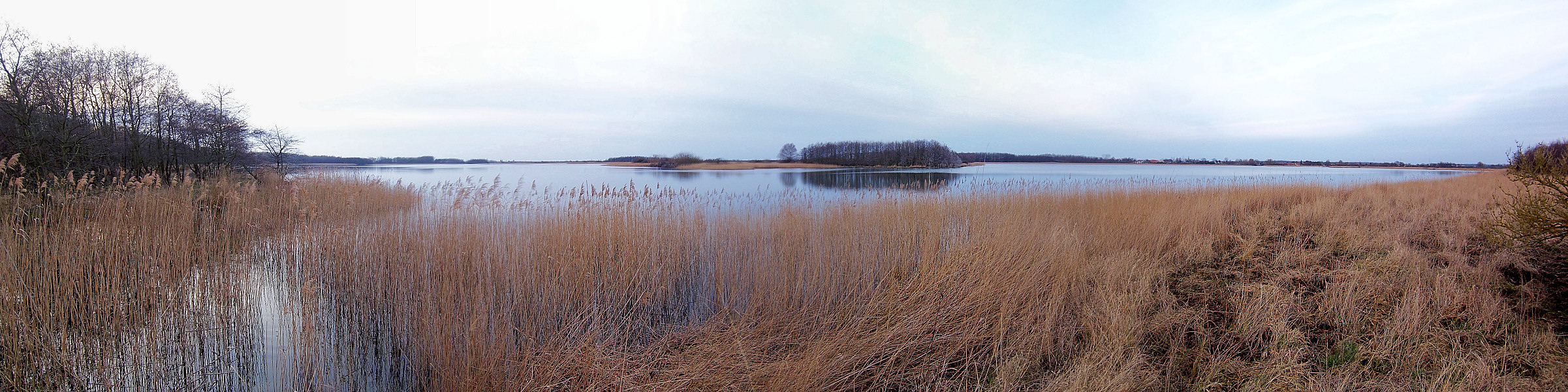

54°8′28″N 11°53′15″E / 54.14111°N 11.88750°E
孔文特湖（德語：Conventer See），是德國的湖泊，位於該國東北部，由梅克倫堡-前波美拉尼亞州負責管轄，處於羅斯托克縣，長1.7公里、寬0.8公里，面積0.9平方公里，海拔高度0.1米，平均水深1米，最大水深1.7米，水體容量92萬立方米。